# Ovenvogel
De ovenvogel (Seiurus aurocapilla) is een zangvogel uit de familie van de Amerikaanse zangers (Parulidae). De vogel broedt in Noord-Amerika en overwintert in Midden- en Zuid-Amerika en is een dwaalgast in West-Europa. De ovenvogel moet niet verward worden met de familie van de ovenvogels (Furnariidae); dit is een totaal andere familie van zangvogels die voorkomen in Zuid- en Midden-Amerika.

## Kenmerken

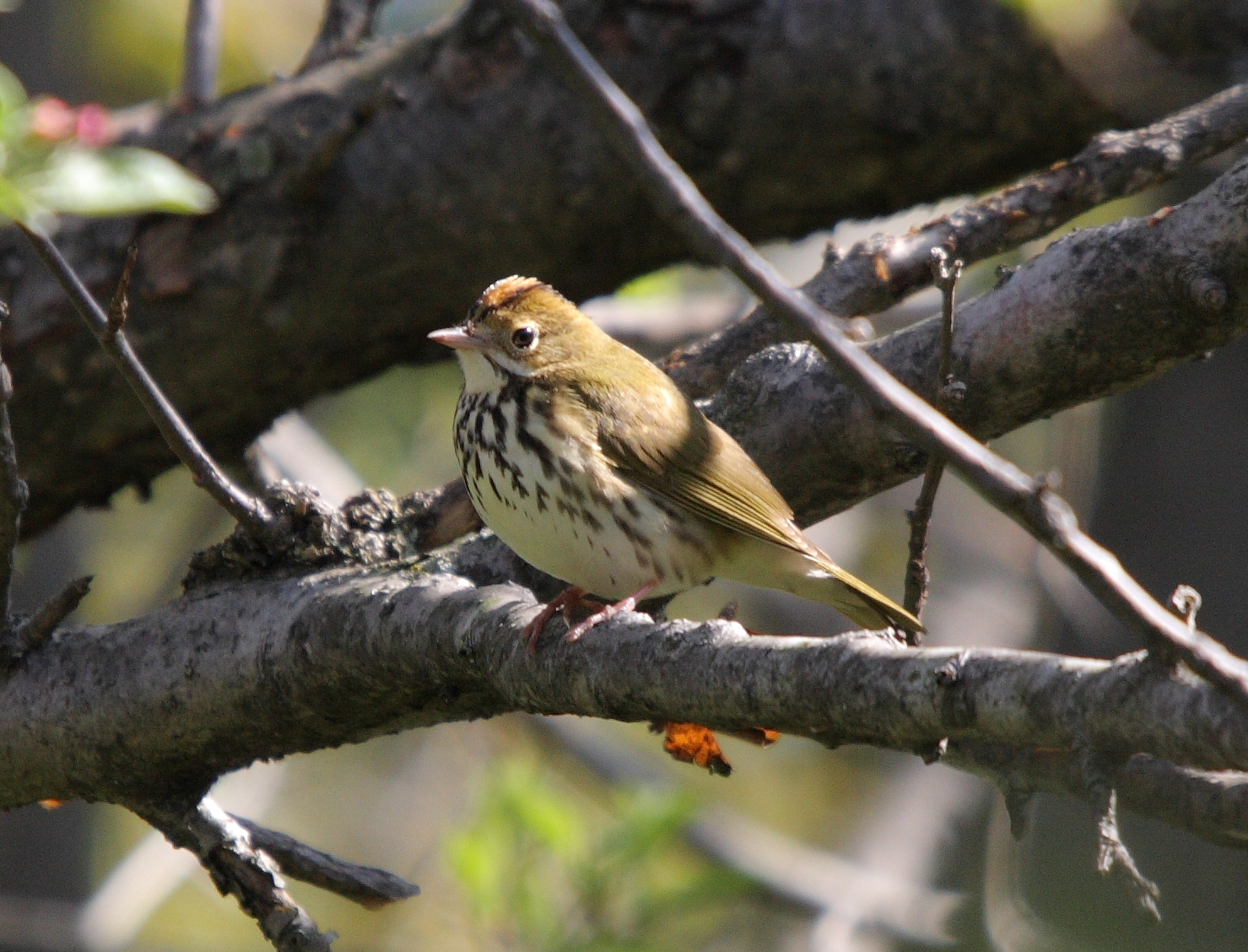
Ovenvogel met opgezette kruinveren in Natuurreservaat van Marais-Léon-Provancher in Quebec

De vogel is 13,5 tot 15 cm lang. De vogel is egaal groenbruin van boven. Van onder is de vogel licht, met opvallende zwarte vlekken en een smalle baardstreep. De kop is egaalbruin met een roodbruine kruinstreep met aan weerskanten smalle zwarte strepen. Het is een uitgesproken bodembewoner die net als een graspieper vooral op de grond foerageert.

## Verspreiding en leefgebied
Er zijn drie ondersoorten met een eigen broedgebied en overwinteringsgebied:
- S. a. aurocapilla (broedt in Midden- en Zuid-Canada en het oosten van de Verenigde Staten; overwintert in het noorden van Zuid-Amerika)
- S. a. cinereus (broedt in het westen en midden van de Verenigde Staten; overwintert in Midden-Amerika)
- S. a. furvior (broedt in Newfoundland; overwintert in het Caraïbisch Gebied en Midden-Amerika)

Het leefgebied bestaat uit loofbos of gemengd bos. De vogel gedijt het best in secundair bos met veel onderbegroeiing. De vogel overwintert overwegend in laagland.

### Voorkomen in West-Europa
De ovenvogel is een dwaalgast op de Azoren, de Britse Eilanden en in Noorwegen.

## Status
De ovenvogel heeft een zeer groot verspreidingsgebied en daardoor is de kans op de status kwetsbaar (voor uitsterven) gering. De grootte van de populatie is niet gekwantificeerd, maar stabiel. Om deze redenen staat de ovenvogel als niet bedreigd op de Rode Lijst van de IUCN.

## Video
- Zingende ovenvogel